# Битти, Джордана
Джордана Люсиль Битти (англ. Jordana Lucille Beatty; род. 16 апреля 1998) — австралийская актриса и танцор, наиболее известная своей ролью Джуди Муди в фильме «Джуди Муди и нескучное лето».

## Биография
Начала свою актёрскую карьеру в возрасте 3 лет и снималась в различных рекламных роликах. Снялась в таких сериалах как, «Домой и в путь» и «Все святые». Также сыграла роль Рэйчел в сериале «Легенда об Искателе».
В 2012 году была номинирована на премию «Молодой актёр» в номинации «Лучшая молодая актриса в главной роли» за фильм «Джуди Муди и нескучное лето». Также сыграла главную роль в фильме «Элоиза» вместе с Умой Турман.
В 2013 году сыграла роль Оптимизма в детском телесериале Disney Channel Australia «Усилие воли».

## Фильмография

### Телевидение
| Год  | Название            | Роль                     | Примечания               |
| ---- | ------------------- | ------------------------ | ------------------------ |
| 2002 | Жизненная поддержка |                          | 1 Эпизод: «Эпизод #2.6»  |
| 2005 | Все святые          | Люси Стивенс             | 6 эпизодов               |
| 2007 | Домой и в путь      | Джесси Уотсон            | 2 эпизода                |
| 2009 | Легенда об Искателе | Рэйчел                   | 2 эпизода                |
| 2011 | Фильм—друг          | Играет саму себя — гость | 1 выпуск: «Машины 2»     |
| 2011 | Сделано в Голливуде | Играет саму себя         | 1 Эпизод: «Эпизод #6.29» |
| 2013 | Усилие воли         | Оптимизм                 | 11 эпизодов              |

### Фильмы
| Год  | Название                    | Роль              | Примечание |
| ---- | --------------------------- | ----------------- | --- |
| 2006 | Возвращение Супермена       | Маленькая девочка | |
| 2011 | Джуди Муди и нескучное лето | Джуди Муди        | Премии «Молодой актёр» за лучшее исполнение в художественном фильме -Молодой актёрский ансамбль (Победа) Лучшая молодая актриса в главной роли (Номинация) |